# 哥吉拉·迷你拉·加巴拉 全體怪獸大進擊
《哥吉拉·迷你拉·加巴拉 全體怪獸大進擊》（日文原名：ゴジラ・ミニラ・ガバラ オール怪獣大進撃）是1969年12月29日上映的日本電影，哥吉拉系列電影的第10部作品，日本觀眾人數達到148萬人，

## 登場怪獸
- 哥吉拉
- 迷你拉
- 加巴拉
- 卡馬奇拉斯
- 安基拉斯
- 曼達
- 哥羅龍
- 伊比拉
- 庫蒙加
- 大怪鳥

## 演員
- 三木一郎:矢崎知紀
- 三木健吉:佐原健二
- サチコ:伊東ヒデミ
- 南信平:天本英世
- 三木タミ子:中真知子
- 加巴拉(孩童):伊藤潤一
- 強盜・千林:堺左千夫
- 強盜・奧田:鈴木和夫

## 製作人員
- 監製田中友幸
- 監督:本多豬四郎
- 特技監督:圓谷英二
- 腳本:關澤新一
- 音樂:宫内国郎
- 哥吉拉:中島春雄
- 迷你拉:マーちゃん
- 加巴拉:覺幸泰彥